# Хоняківська сільська рада
Хоняківська сільська́ ра́да — адміністративно-територіальна одиниця та орган місцевого самоврядування у Славутському районі Хмельницької області. Адміністративний центр — село Хоняків.

## Загальні відомості
Хоняківська сільська рада утворена в 1944 році.
- Територія ради: 27,43 км²
- Населення ради: 1 009 осіб (станом на 2001 рік)
- Територією ради протікає річка Жариха

## Населені пункти
Сільській раді підпорядковані населені пункти:
- с. Хоняків
- с. Понора
- с. Прикордонна Улашанівка

## Склад ради
Рада складається з 14 депутатів та голови.
- Голова ради: Пашко Віктор Васильович
- Секретар ради: Бублик Валентина Миронівна

### Керівний склад попередніх скликань
| Прізвище, ім'я, по батькові   | Основні відомості                                                 | Дата обрання | Дата звільнення |
| ----------------------------- | ----------------------------------------------------------------- | ------------ | --------------- |
| Коломієць Олександр Дмитрович | Сільський голова, 1968 року народження, безпартійний              | 26.03.2006   | 31.10.2010      |
| Пашко Віктор Васильович       | Сільський голова, 1956 року народження, освіта вища, безпартійний | 31.10.2010   |                 |

Примітка: таблиця складена за даними сайту Верховної Ради України

### Депутати
За результатами місцевих виборів 2010 року депутатами ради стали:

#### За суб'єктами висування
| Суб'єкт висування           | Кількість обраних депутатів | %    |
| --------------------------- | --------------------------- | ---- |
| Самовисування               | 9                           | 64,3 |
| Комуністична партія України | 5                           | 35,7 |

#### За округами
| № округу                    | Прізвище, ім'я, по батькові       | Дата визнання обраним | Освіта             | Партійна приналежність            | Відомості про обраного депутата                                       |
| --------------------------- | --------------------------------- | --------------------- | ------------------ | --------------------------------- | --------------------------------------------------------------------- |
| Комуністична партія України |                                   |                       |                    |                                   |                                                                       |
| 3                           | Кондратюк Зоя Василівна           | 01.11.2010            | середня            | позапартійна                      | Острозький молокозавод, заготівельникмолока                           |
| 4                           | Онопріюк Наталія Василівна        | 01.11.2010            | середня            | позапартійна                      | Хоняківський фельшерсько-акушерський пункт, завідувачка ФАП           |
| 5                           | Шпак Світлана Григорівна          | 01.11.2010            | середня спеціальна | член Комуністичної партії України | Острозькиймолоко-завод, заготівельникмолока                           |
| 7                           | Бублик Валентина Миронівна        | 01.11.2010            | середня спеціальна | позапартійна                      | Хоняківська сільська рада, секретар                                   |
| 9                           | Смолій Марія Петрівна             | 01.11.2010            | середня            | позапартійна                      | тимчасово не працює                                                   |
| Самовисування               |                                   |                       |                    |                                   |                                                                       |
| 1                           | Ковальчук Галина Василівна        | 01.11.2010            | вища               | позапартійна                      | пенсіонер                                                             |
| 2                           | Шминдра Валентина Петрівна        | 01.11.2010            | середня спеціальна | позапартійна                      | Управління праці соціального захисту населення, соціальний праців-ник |
| 6                           | Кондратюк Валентина Володимирівна | 01.11.2010            | вища               | позапартійна                      | пенсіонер                                                             |
| 8                           | Кондратюк Людмила Станіславівна   | 01.11.2010            | середня            | позапартійна                      | Хоняківська загальноосвітня школа I-III ст., повар                    |
| 10                          | Лопух Марія Андріївна             | 01.11.2010            | середня спеціальна | позапартійна                      | Магазин «Смерічка» с. Понора, продавець                               |
| 11                          | Годованюк Марія Вікторівна        | 01.11.2010            | середня            | позапартійна                      | Корпорація"Сварог"с. ВеликийСкнит, технік штучного осеменіння         |
| 12                          | Дзюмак Оксана Василівна           | 01.11.2010            | вища               | позапартійна                      | Хоняківська загальноосвітня школа I-III ст., вчитель                  |
| 13                          | Поліщук Оксана Василівна          | 01.11.2010            | вища               | позапартійна                      | Хоняківська загальноосвітня школа I-III ст., вчитель                  |
| 14                          | Коломієць Зінаїда Володимирівна   | 01.11.2010            | середня            | позапартійна                      | Ганнопільський спиртзавод, мельник-машиніст                           |

## Господарська діяльність
Основним видом господарської діяльності сільської ради є сільськогосподарське виробництво.

## Населення
Згідно з переписом УРСР 1989 року чисельність наявного населення сільської ради становила 1358 осіб, з яких 603 чоловіки та 755 жінок.
За переписом населення України 2001 року в сільській раді мешкали 1002 особи.

### Мова
Розподіл населення за рідною мовою за даними перепису 2001 року:
| Мова       | Відсоток |
| ---------- | -------- |
| українська | 99,60 %  |
| російська  | 0,40 %   |